# Sogariya
Sogariya è una suddivisione dell'India, classificata come census town, di 8.832 abitanti, situata nel distretto di Kota, nello stato federato del Rajasthan. In base al numero di abitanti la città rientra nella classe V (da 5.000 a 9.999 persone).

## Geografia fisica
La città è situata a 25° 13' 31 N e 75° 53' 50 E.

## Società

### Evoluzione demografica
Al censimento del 2001 la popolazione di Sogariya assommava a 8.832 persone, delle quali 4.673 maschi e 4.159 femmine. I bambini di età inferiore o uguale ai sei anni assommavano a 1.087, dei quali 556 maschi e 531 femmine. Infine, coloro che erano in grado di saper almeno leggere e scrivere erano 6.547, dei quali 3.949 maschi e 2.598 femmine.